# Helianthemum tinetense
Helianthemum tinetense är en solvändeväxtart som beskrevs av M. Mayor López, M. Fernández Benito. Helianthemum tinetense ingår i släktet solvändor, och familjen solvändeväxter. Inga underarter finns listade i Catalogue of Life.